# NGC 4532
NGC 4532 é uma galáxia irregular (IBm) localizada na direcção da constelação de Virgo. Possui uma declinação de +06° 28' 02" e uma ascensão recta de 12 horas, 34 minutos e 19,3 segundos.
A galáxia NGC 4532 foi descoberta em 13 de Abril de 1784 por William Herschel.